# Gisberta Salce Júnior
Gisberta Salce Júnior (São Paulo, 5 de setembro de 1960 – Porto, 22 de fevereiro de 2006) foi uma mulher trans, imigrante brasileira, que fazia trabalho sexual, vivia com HIV/AIDS e estava em situação de rua em Portugal, na cidade do Porto.
Gisberta saiu do Brasil para a França aos 18 anos, para fugir a uma vaga de homicídios contra pessoas trans em São Paulo e, com 20 anos, chega a Portugal. Em 2006, após vários dias de agressões físicas e sexuais, foi vítima de transfobia por parte de um grupo de 14 rapazes entre os 12 e os 16 anos e acabou morta num poço, no Porto, aos 45 anos.

## Vida

### Origens e juventude
Angelina Muro Salce e Gisberto Salce, mãe e pai de Gisberta, tiveram oito crianças. Gisberta, sendo uma mulher trans, foi atribuída como do sexo masculino ao nascer, e recebeu o nome próprio do pai, tendo o apelido "Júnior", sido acrescentado. Mais tarde, o nome próprio caiu e Gisberta adotou o nome pelo qual é conhecida atualmente, de forma a reconhecer a sua identidade de género.
Segundo a irmã, Jacine Salce, que tinha 12 anos ao Gisberta nascer, a irmã tinha “uma pele mimosa, muito branquinha” e sempre "gostou muito de dançar". Jacine também conta que Gisberta, vestia roupas da sua irmã e considerava Gisberta a sua "bonequinha de brinquedo”. Gisberta, segundo a irmã, "gostava de brincar com as meninas e a gente não ligou”.
A mãe Angelina chegou a sentir que algo estava errado com a sua criança mais nova. Tendo inclusive, um dia, sido levada a um médico e dito que ela “era assim” por "excesso de mimos". A criança cresceu e, aos 14 anos, após o pai morrer, avisou à mãe que “ia ser mulher”.
Gisberta tinha um expressão de género feminina na casa de pessoas amigas, e na presença da família optava por roupas mais livres de conotações de género. Aos 18 anos, decidiu sair do país e partir para França após notícias de discriminação e mortes ligadas a transfobia na Casa Verde, em São Paulo.
Pelo meio voltou ao Brasil, fez hormonização, colocou silicone e outros procedimentos no rosto. Passou dois anos em França e seguiu para Portugal, tendo-se instalado no Porto, onde acabaria por passar os últimos 20 anos da sua vida.

#### Primeiros anos em Portugal
Gisberta começou a fazer espetáculos no palco de bares como o Bustos, Syndicato e Kilt, um dos primeiros bares gay do Porto, nas galerias do Hotel Malaposta, onde Gisberta começou a aparecer.

“Sempre que aparece uma cara nova chama a atenção. Nós vimos uma rapariga loira, muito espampanante, calças de ganga, texanas, brasileira. Começamos a conversar e ela diz-nos que é transexual”— Roberto Figueirinhas, aos 53 anos, transformista e amigo de Gisberta.
Gisberta, em suas apresentações, muitas vezes personificou Marilyn Monroe:

"Ela gostava muito de fazer o ‘Diamonds Are a Girl's Best Friend’. Punha um vestido cor de rosa, com um laço atrás. Uma taça de champanhe. Não usava peruca, usava o cabelo dela para fazer o penteado. E ria-se muito"— Roberto Figueirinhas
De dia, Gisberta costumava tomar café com as suas amigas e passear os seus dois cães:

“Ela tinha dois cãezinhos Yorkshire Terrier: um era o Leonardo, o outro não me lembro. Durante o dia ela passeava-os muito. Falava muito deles. Um dia ela abriu a porta de casa e os cães fugiram e foram atropelados. Aquilo foi um grande trauma para ela, até se afastou um bocado das pessoas."— Roberto Figueirinhas

### Trabalho sexual
Gisberta fazia trabalho sexual na Rua de Santa Catarina. Os espetáculos  davam pouco dinheiro.

“Os espetáculos eram muito pontuais, ela não conseguia viver só daquilo. Ela fazia serviço de acompanhante”— Roberto Figueirinha
O trabalho sexual fazia parte de Gisberta praticamente desde a sua chegada a Portugal.

### Saúde
O piorar da sua saúde começou com o consumo de drogas e o aumentar da infeção do VIH a emagreceu. Começou a aparecer, nas associações Migalha de Amor e Espaço Pessoa para comer, tomar banho e conversar. Nuno Câmara Lima, enfermeiro que trabalhou num projeto do Espaço Pessoa que “apoiava pessoas que exerciam trabalho sexual”, algumas com consumo de drogas, outras com infeções sexualmente transmissíveis, acompanhou Gisberta.

"Passou de uma mulher muito bonita, glamorosa e a viver bem, para uma mulher que acabou já com roupas rasgadas, sem maquilhagem, já nem usava tacões, cortou o cabelo quase à rapaz, vestida à homem."— Nuno Câmara Lima, enfermeiro que acompanhou Gisberta
Primeiro contacto de Nuno com Gisberta tinha acontecido anos antes, nos tempos áureos da imigrante brasileira.

“Ela era uma transexual que se movia muito nas discotecas boas da moda no Porto, como o Swing. Era uma mulher muito bonita. Se a visse na rua, era uma mulher bem maquilhada, boa roupa, bons sapatos”— Nuno Câmara Lima
Gisberta vivia com VIH e nunca quis receber tratamento, opção que manteve até ao fim:

“Acho que ela tinha noção da sua decadência física, talvez houvesse ali já algum desapego, alguma tristeza. Nós próprios comentávamos que era chocante para quem tinha conhecido aquela pessoa exuberante e atraente vê-la naquele estado.”— Nuno Câmara Lima
“Nós temos sempre que respeitar a vontade do utente. Temos que estar disponíveis para ouvir e reforçar os comportamentos que fazem bem à saúde, mas às vezes os utentes podem escolher não se tratar e só o tribunal é que pode obrigar uma pessoa a fazer um tratamento compulsivo. E é só se puser em perigo outros, o que não era o caso. Eu estou a falar disto e até me emociono, já passaram tantos anos. Se esta história toca ao comum cidadão que lê o jornal, imagine a quem a acompanhou…”— Nuno Câmara Lima
O histórico médico de Gisberta incluía uma lista vasta de doenças. Segundo o que foi apurado pela investigação, Gisberta vivia com VIH pelo menos desde 1996. Além disso, foi-lhe diagnosticada tuberculose pulmonar, pneumonia e candidíase laríngea, que, segundo os boletins clínicos, lhe causou astenia, anorexia, febre, anemia, dificuldades respiratórias e mialgia.
Gisberta chegou a receber tratamento no Hospital Joaquim Urbano durante 22 dias, apesar de estar sem documentos. Depois, esteve ainda numa comunidade terapêutica em Setúbal mas fugiu.

“Esteve lá uma semana e foi-se embora. Tinha regras, tinha horários para levantar, tinha medicação para tomar, tinha de almoçar, tinha de jantar. A Gisberta não se adaptou. Foi uma opção.”— Nuno Câmara Lima

### Situação de sem-abrigo
Junto à saída da comunidade terapêutica veio o consumo de drogas “mais pesadas”, como a própria terá relatado ao enfermeiro, o abandono do trabalho sexual, do sustento e da casa que tinha no centro do Porto, na Travessa do Poço das Patas.
“Começou a ir para casas com rendas cada vez mais baixas, depois passou por vários bairros sociais, até cair naquele buraco”, aponta Nuno, referindo-se à barraca que montou no edifício na Avenida Fernão de Magalhães. A doença tirou-lhe o sustento: o trabalho sexual.
Gisberta era “querida pelos técnicos todos” e “mostrava fotografias da família, mostrava fotos dela em jovem, uma menina mesmo”. Com 40 e poucos anos, chegava ao Espaço Pessoa, tomava café, comia qualquer coisa, via televisão, conversava um pouco, ficava umas horas. “Chegava à meia-noite e ia para o canto dela.”
Conheceram o espaço apenas depois da morte, em fotografias, parte do material para reportar os acontecimentos.

“Nós fazíamos trabalho de campo e queríamos conhecer as condições em que ela vivia, mas ela nunca nos deixou. Tinha uma personalidade muito forte. Provavelmente tinha vergonha. Aquilo era mesmo muito mau. Era uma caverna. Tinha o tal poço, não tinha luz nem água, faziam as necessidades para um balde, havia restos de comida.”— Nuno Câmara Lima
Gisberta era também apoiada pelo “Coração da Cidade”, o departamento social da “Migalha de Amor”. A associação fundada por La Salete Correia dos Santos dava jantares a cerca de mil pessoas em situação de sem-abrigo. Gisberta era uma delas.

“Ela entrava e nunca se sentava sem nos cumprimentar. Levava o prato e agradecia sempre. Era muito serena, tinha sempre um sorriso”.— La Salete
La Salete fundou a associação em 1995 e os anos de experiência deram-lhe frieza a traçar um padrão de vida de pessoas como Gisberta.

“A história é sempre a mesma. Quase sempre recorrem à prostituição para poderem funcionar na vida como qualquer um de nós. Às vezes não é fácil, mas pronto, foi a escolha que eles fizeram e nós temos que respeitar.”— La Salete

### Últimos meses de vida
No final de 2005, três adolescentes, Fernando, Ivo e Flávio começaram a reunir-se para fazer graffitis num edifício abandonado no Porto. Era nesse edifício que Gisberta tinha encontrado um sítio para viver. Dentro do edifício construiu uma barraca, com as suas coisas. A mãe de Fernando dedicava-se ao trabalho sexual e a criança ficava com uma ama. Essa casa era frequentada “por pessoas associadas à vida noturna do Porto” e foi precisamente aí que a mãe de Fernando e o filho se começaram a relacionar com Gisberta. O contacto perdeu-se durante algum tempo. Mais tarde, com 14 anos, foi Fernando quem identificou Gisberta no edifício abandonado onde, juntamente com Ivo e Flávio, se ocupava a pintar murais.
Os três rapazes conversaram com ela e, a partir daí, começaram a visitá-la regularmente. Entre uma conversa e outra, Gisberta “relatou-lhes os problemas de saúde de que padecia”, verbalizou a fraqueza e a SIDA, síndrome “de cujos sinais físicos exteriores todos aqueles menores bem se aperceberam”. A partir daí, os três menores começaram a levar comida a Gisberta. Além, chegaram “a confeccionar-lhe refeições no local”, consta no processo.

#### Divulgação da existência de Gisberta
Fernando, Ivo e Flávio falaram de "um homem que 'tinha mamas' e 'parecia mesmo uma mulher'" aos colegas da Escola Augusto César Pires de Lima e da Oficina de São José, instituição tutelada pela Igreja Católica que acolhia 11 dos 14 rapazes, entretanto encerrada depois de vários escândalos com abusos sexuais e desvio de dinheiro, somado ao suicídio do diretor na fase mais ativa do julgamento. Aos três jovens juntaram-se mais onze, ávidos de ver Gisberta.

#### Primeiras agressões
Aquele prédio tornou-se ponto de encontro para agredir a imigrante brasileira. Nem todos a agrediram, nem todos o fizeram no mesmo dia. Mas, a partir de 15 de fevereiro de 2006, os 14 jovens dividiram-se em grupos e encontravam-se no edifício para agredirem Gisberta.
Num dos primeiros episódios, os menores constataram que Gisberta se encontrava no interior da tenda e um deles ordenou-lhe que se levantasse e gritou-lhe: ‘Não te disse já que não te queria aqui?’. Gisberta saiu da barraca, ao mesmo tempo que respondia que não tinha para onde ir. Ato contínuo, Flávio empunhou uma pedra de que se tinha munido e arremessou-a na direção da mulher, atingindo-a na região frontal e na parte anterior da região parietal esquerda.
Gisberta caí no chão a sangrar. Alguns minutos depois, conseguiu levantar-se mas David rasteirou-a, provocando-lhe nova queda. Aí, todos os elementos, com exceção do Vítor Santos, se lançaram sobre Gisberta e em conjunto agrediram-na com paus e a pontapé. Com as dores, Gisberta começou a gritar e o grupo pôs-se em fuga com receio de serem surpreendidos pelos seguranças do parque de estacionamento que ficava perto do prédio.

"Enquanto agrediam Gisberta com paus e pontapés, "Vítor Santos gritava para lhe baixarem as calças porque ‘queria ver se era homem ou mulher’”.— Acórdão do Tribunal
O mesmo grupo inicial de três, que chegou a cozinhar arroz naquele local para Gisberta, encontrou-se no dia seguinte, a 16 de fevereiro, para agora ali a agredirem. Ao chegarem junto da sua cabana, aperceberam-se que o estado de enfermidade de Gisberta se tinha agravado, devido às agressões da véspera, impedindo-a mesmo de se manter em pé. Gisberta estava deitada em cima de um colchão, tremia, falava em tom quase inaudível e apresentava sangue já seco na cabeça. Os três menores perguntaram a Gisberta se queria ajuda, tendo a mesma respondido que "apenas queria um cigarro e que a deixassem em paz”.
Os três foram-se embora e dirigiram-se para as aulas, mas logo foram substituídos por seis do mesmo grupo. José António disse a José Alexandre para despir “a Gi” mas ele recusou porque a Gisberta “cheirava mal e tinha SIDA”. Assim, o primeiro aliou-se a Jorge Ismael e, juntos, ocuparam-se a arremessar pedras e a baterem com paus nos joelhos e nas pernas. Gisberta gritou e o grupo fugiu. Por uns momentos.
Voltaram para perto de Gisberta, voltaram a ordenar-lhe que se levantasse, ela voltou a responder que não conseguia, e eles voltaram a agredi-la com paus e ao pontapé, segundo o que lê-se no processo. Deitada no chão e impossibilitada de se defender devido à sua debilidade física e à superioridade numérica dos agressores, Gisberta apenas se encolhia e cobria com o cobertor, gritando "não faz isso, cafajestes!’” Depois das agressões, os menores destruíram a barraca de Gisberta.

### Últimos dias

#### 18 de fevereiro de 2006
Pelas 14h30, Gisberta estava fora da tenda, deitada de lado, tapada com um cobertor e só com a cabeça descoberta. David, um dos seis que tinham combinado novamente deslocar-se ao edifício para agredirem Gisberta, ordenou Gisberta que se levantasse. Ela respondeu que não conseguia “pois estava muito mal”. Mais pontapés. “Durante as agressões, a vítima chorava convulsivamente, devido às dores que sentia”. Ainda assim, “os menores continuaram a agredi-la da mesma forma”. David chegou a agarrar num barrote em madeira com cerca de 1,5 metros de comprimento por 20 centímetros de diâmetro e deixou-o cair sobre o corpo dela, atingindo-a ao nível do abdómen. Tal pancada "provocou um grande sofrimento”, concluiu a investigação do caso.

#### 19 de fevereiro de 2006
Parte do grupo ia cumprir a rotina de agressões quando se deparou com uma Gisberta deitada no chão, vestida com uma camisola e nua da cintura para baixo. Completamente imóvel. Chamaram por ela, mas Gisberta não conseguiu falar. Soltou apenas um gemido. Foi tocada então nas pernas com uma vara mas ela não se mexia.

#### 21 de fevereiro de 2006
Passou um dia e, a 21 de fevereiro, lá voltou outra parte do grupo. Gisberta estava fora da tenda, deitada sobre umas pedras, “com as pernas encolhidas”. Nas pernas viam-se “arranhões e esquimoses”. Gisberta continuava nua da cintura para baixo.
Pensaram Gisberta estar morta, a prová-lo estava a ausência de resposta às perguntas dos menores, a palidez da cara e alguns “sinais de que não respirava, apesar de terem colocado junto à sua boca a chama de um isqueiro aceso”. Nesse dia, avisaram outros membros do grupo que Gisberta tinha morrido.
A reunião do dia seguinte era, agora, para se “desfazerem do corpo” — porque temiam ser responsabilizados e por “alguns deles acharem que a vítima tinha direito a ‘um funeral’”. Foi descartada a possibilidade de enterro, porque não tinham utensílios para fazer um buraco e de incendiar o corpo da mulher com receio de que o fumo pudesse atrair a atenção de alguém, designadamente dos seguranças do parque de estacionamento.
Depois de mais ideias, optaram por lançá-la a um poço existente no edifício. Porque o local tinha água suficiente para ocultar a vítima. Depois, combinaram ainda recolher todos os paus que tinham servido para as agressões.

#### Dia final: 22 de fevereiro de 2006
Eram 8h30. Ivo calçou uma luva de lã na mão direita, deu a outra a José Alexandre e Fernando envolveu as mãos num saco de plástico. Embrulharam Gisberta em mantas, ainda na cave, e transportaram-na até ao poço. Eram 100 metros de distância.
A linha de água estava a cerca de 10 metros da superfície. Os três empurraram-na para o interior e Gisberta ficou submersa na água. E foi esse ato que provocou a morte a Gisberta, que ainda estava viva nesse momento e morreu por afogamento, segundo o relatório da autópsia ao corpo. Faltava agora os menores avisarem os outros.
O grupo que atirou Gisberta avisou os restantes membros de que o caso estava resolvido. A informação foi passada a Flávio e dali passou para o público: quando regressou à escola, Flávio contou os factos à diretora de turma na aula de Formação Cívica porque “não aguentou mais”.
A professora confirmou, depois, ao tribunal, que tanto Flávio como Ivo estavam “muito pálidos” e que “o Fernando quando também confirmou o que se tinha passado chorou muito”. Foi Flávio a dar a localização exata do poço à PSP. Os agentes seguiram as indicações. O cadáver foi resgatado pelas 18h50.

### Processo de homicídio
Começavam assim os seis meses de investigação e julgamento que envolveram muito mais do que um grupo de jovens e uma mulher trans. Entraram no processo os escândalos na Oficina de São José, envolveram-se associações LGBT e tudo aparecia em páginas de jornais.

“Nunca houve nada assim. Houve outros transexuais agredidos, mas coisas mais ligeiras: um soco, um pontapé; nem iam parar ao hospital“.— Nuno Câmara Lima
A notícia da morte, e das agressões sucessivas, despertou nos técnicos um sentimento de responsabilidade pelo que havia sucedido.

“Foi um choque. Imagine o que é uma equipa que trabalha anos nesta área e de repente não se conseguiu aperceber que havia ali um risco. Porque não havia histórico. Quando nos contou que havia uns miúdos que andavam lá a insultá-la, dissemos para ela sair de lá porque era perigoso. Mas ela dizia: ‘Eu sou mulher mas tenho força de homem’”.— Nuno Câmara Lima
A Polícia Judiciária apreendeu vários objetos no local. Entre eles estavam:
- Um cobertor amarelo
- Uma camisola de malha azul
- Pedaços de jornal
- Pacotes de bebidas vazios
- Um sapato preto
- Vários preservativos
- Comprimidos Parlodel 2,5 mg
- Um pente
- Um delineador
- Dois batons
- Um cartão de utente da instituição “Coração da Cidade” com o nº 132
- Uma receita médica do Hospital Joaquim Urbano

#### Autópsia
A autópsia confirmou lesões na cabeça, pescoço, membros inferiores e superiores, laringe e traqueia, abdómen, intestinos e rins; múltiplas equimoses, infiltrações hemorrágicas, escoriações e infiltrações sanguíneas.

#### Penas

##### Vitor Santos
Vítor Santos era o mais velho do grupo e o único com 16 anos. Por já ser imputável, o processo seguiu para as Varas Criminais. Foi condenado a oito meses de prisão efetiva pela prática do crime de omissão de auxílio, já que todos asseguraram que Vítor não agrediu Gisberta. Tomava várias vezes, sim, a posição de observador dos acontecimentos.
Numa primeira fase, os outros 13 menores foram responsabilizados pela “prática em co-autoria de um crime de homicídio qualificado, na forma tentada e a título de dolo eventual”. Mas a autópsia apurou o afogamento como causa de morte, não as agressões. Assim, a onze destes foi imputada a prática de um crime de ofensas corporais qualificadas e aos dois restantes foi indicado apenas o crime de omissão de auxílio. As medidas aplicadas também diferiram: àqueles onze foi decretado o internamento em Centro Educativo entre 11 e 13 meses e aos dois restantes foi imputada a medida tutelar de acompanhamento educativo por 12 meses. Entre julho e setembro de 2007 terão ficado livres.

##### José António
No final da audiência em tribunal, José disse que quando acabasse de cumprir a medida queria "continuar a estudar para tirar um curso para ajudar a mãe”.— Acórdão do Tribunal
Ouvida pelo tribunal, a mãe de José descreveu o filho como “um jovem afável”, sempre de “bom comportamento”. Os peritos encontraram “falhas” na expressividade emocional e dificuldades do rapaz em lidar com as emoções.
Depois de cumprir pena no Centro Educativo, onde frequentou o Atelier Polivalente com as vertentes Alumínios, Cidadania, Carpintaria, Artes Visuais e Eletricidade, e com especial interesse pela área dos alumínios, José António voltou para casa da mãe, na margem sul do Tejo. Sobre aquele episódio, nunca mais se conversou em casa.

José confessou em Tribunal “não conseguir dormir bem desde essa altura”, porque só lhe vinha à cabeça “a imagem (de Gisberta) em sofrimento”.— Acórdão do Tribunal

##### Rodolfo
Depois do julgamento que encerrou o caso, Rodolfo cumpriu a medida de internamento no centro educativo e foi mantendo contacto com a família. Numa fase inicial, o avô adotou uma postura “desculpabilizante” para com o neto e apresentava uma atitude crítica em relação às regras da instituição.

##### Fernando
Durante as audições, a mãe do menor confirmou a ligação e garantiu que Fernando “sempre lidou com a diferença de Gisberta sem qualquer problema”. Diz que o filho não lhe contou que a tinha voltado a encontrar, mas “notou que por vezes faltavam géneros alimentares em casa”. A mãe sublinhou que o filho “nunca lhe conseguiu dar qualquer explicação para o que se tinha passado”.
Fernando foi para casa da mãe quando acabou de cumprir pena.

## Legado
Gisberta foi apontada como símbolo de discriminação múltipla: mulher trans, imigrante brasileira, trabalhadora sexual, pessoa em situação de sem-abrigo e pessoa que vivia com VIH. Foi adotada pelas associações LGBT como exemplo de preconceito.

“Como mulher trans, na altura com 16 anos, a história marcou-me muito”. “Estava a iniciar o meu processo e a atingir o meu espaço no mundo. Foi aterrador.” “Se isto aconteceu a ela, pode acontecer-me a mim”. “Não foi um crime que aconteceu lá longe, eu estava a ver um crime que aconteceu muito próximo de mim, no meu país”.— Júlia Pereira, ativista transgénero e membro da Ação Pela Identidade
Desde 2011 que não é preciso recorrer a um tribunal para conseguir a alteração do nome e sexo civil. Atualmente, pessoas portuguesas transgénero precisam apenas de ter 18 anos, ou 16, com medidas específicas. Mas aqui não entram imigrantes, como Gisberta. Este é um dos problemas apontados por Júlia Pereira: “A Gisberta é um símbolo. Só ficamos satisfeitos quando a legislação incluir mulheres como a Gisberta”.

### Marcha do Orgulho LGBT do Porto
Este evento que teve a sua génese com a brutal morte de Gisberta Salce Junior, em 2006, vem a cada edição aumentando os seus participantes.
A marcha arrancou na Praça 24 de Agosto a julho de 2006, um local escolhido para lembrar a mulher trans assassinada por um grupo de menores, que começou na mesma semana da marcha ser julgado, no Porto.
"Queremos lembrar Gisberta e todas as Gisbertas deste país, assim como todas as crianças maltratadas, assassinadas, atiradas ao rio, as que desaparecem e as mulheres violentadas pelos maridos, porque esta acção foi organizada em defesa dos direitos humanos", disse João Paulo, da organização e da associação Portugal Gay. Em homenagem a Gisberta, foram depositadas ramos de flores no local onde foi encontrada morta.
Muitos dos manifestantes ostentavam fotos de Gisberta e outros exibiam faixas onde podiam ler-se mensagens como "Sou transsexual e não quero ser assassinado", "Não tenho vergonha, tenho motivos" e "Educar sem discriminar", entre outras.
No final da marcha foi lido e distribuído um manifesto com as principais reivindicações dos organizadores da iniciativa. Do conjunto de exigências destacam-se uma profunda reestruturação do sistema de protecção de menores em risco em Portugal e a inclusão explícita da identidade de género em legislação anti-discriminatória e protecção na legislação penal face a crimes de ódio motivados pela transfobia.

### Inspiração para artistas
O caso tem inspirado artistas.

#### Poema "Indulgência Plenária"
Um ano depois dos acontecimentos, Alberto Pimenta publicou “Indulgência Plenária”, um poema em forma de elegia que evoca a figura de Gisberta.

#### "Balada de Gisberta"
Nesse ano, Pedro Abrunhosa compôs “Balada de Gisberta”, que incluiu no álbum Luz. Mais tarde, Maria Bethânia interpretou essa canção, fechando com ela o primeiro acto de seu espectáculo Amor Festa Devoção (2009).

#### Curta-metragem "A Gis"
Thiago Carvalhaes dedicou-lhe uma curta-metragem, “A Gis”, em 2016. “O que me envolveu primeiro foi a música, ‘Balada de Gisberta’, composta pelo Pedro Abrunhosa, na versão cantada por Maria Betânia”, revelou Thiago. “Queria saber mais. As informações eram poucas, difíceis de encontrar. Algumas estavam erradas”, prossegue. O facto de o Brasil ser um dos países que têm mais casos de violência contra pessoas transgénero só ajudou a aumentar a sua “indignação”.

#### Gisberta no mundo teatral
A mesma interpretação de Maria Betânia despertou o ator Luis Lobianco. A peça “Gisberta”, com texto de Rafael Souza-Ribeiro e encenação de Renato Carrera, esteve em cena nos dias 27 e 28 de novembro de 2018 no Teatro Sá da Bandeira, no Porto, e nos dias 4, 5 e 6 de dezembro de 2018 no Teatro Tivoli, em Lisboa.
Numa curta troca de mensagens com o Ípsilon, a directora de produção desse espectáculo, Cláudia Marques, fala em “indignação”, mas também em “esperança de mudança”. “O Brasil vive dias obscuros, em que retrocessos ameaçam conquistas históricas e ameaçam liberdades individuais”, comenta. “Eu acredito no teatro porque é um agente de resistência e transformação. Através da história de Gis, acredito que podemos falar com o público sobre respeito pela diversidade e pela vida.”
Já antes houve um espectáculo teatral em Portugal. Inventando uma mãe, Eduardo Gaspar escreveu primeiro uma versão curta do monólogo “Gisberta” para a atriz Rita Ribeiro, que em 2013 esgotou o Teatro Rápido. Fez depois uma versão mais longa, que estreou no Funchal no ano seguinte. Este mesmo espetáculo teatral foi premiado, em 2015, com o Prémio Arco-Íris atribuído pela ILGA-Portugal.

#### Pão de Açúcar
Pão de Açúcar, segundo romance de Afonso Reis Cabral, é ficção que brota da realidade, a morte de Gisberta Salce Júnior. Partindo de um trabalho de pesquisa, inventa a perspectiva de um dos 14 rapazes que em 2006 agrediram a mulher trans.
Em 2016, vários órgãos de comunicação social trataram de assinalar o décimo aniversário daquela morte, que abriu caminho à luta pelo direito à identidade de género em Portugal. Ao confrontar-se de novo com aquele crime, Afonso Reis Cabral percebeu que estava ali o seu segundo romance.
"O Teu Nome É" 
Uma curta-metragem documental de Paulo Patrício que conta com testemunhos de amigas transexuais de Gisberta, assim como entrevistas inéditas a dois dos envolvidos no caso. Abordando conceitos como memória, violência, condição social, discriminação e identidade de género, “O Teu Nome É” confronta dessa forma diferentes perspectivas e dimensões da condição humana.
"O Teu Nome É" teve estreia mundial no dia 18 de Julho, 2021, no Curtas Vila do Conde, tendo ganho vários prémios e distinções nacionais e internacionais, como "Prémio Casa Comum" no Porto Queer - Festival Internacional de Cinema Queer em 2021.

### #AnoGisberta
A Ação pela Identidade definiu 2016 como o #AnoGisberta, a propósito dos 10 anos da morte da mulher trans. Houve cartazes espalhados por Lisboa com a imagem da mulher e uma exposição de obras no Maus Hábitos, espaço do Porto, e um debate na Confraria Vermelha Livraria de Mulheres sobre invisibilidade e transfobia, também no Porto.

### Centro Gis
O Centro Gis, de respostas às populações LGBTI (Lésbicas, Gays, Bissexuais, Trans e Intersexo) criado pela Associação Plano i, inaugurado em 2017, homenageia Gisberta Salce Júnior, com o seu nome.

### Rua Gisberta Salce Júnior
Em 2010, quatro anos após a morte de uma mulher que se tornou um símbolo para toda a sua comunidade, o projecto artístico “Viver a Rua”, desenvolvido por uma parceria do NEC - Núcleo de Experimentação Coreográfica e inserido no programa do FITEI – Festival Internacional de Teatro de Expressão Ibérica, pediu a todos os seus participantes uma lista de 10 nomes de pessoas para entregar à Comissão de Toponímia da cidade do Porto para conceder o arruamento. O nome de Gisberta foi o mais mencionado e os organizadores do projecto enviaram o abaixo-assinado à Comissão, da qual não receberam qualquer tipo de resposta.
Nove anos tiveram de passar para se registar uma nova mobilização em torno da causa, desta vez encabeçada por Sara Barros Leitão. Após o seu espetáculo “Todos Os Dias Me Sujo De Coisas Eternas”, em 2019, a atriz pediu a todos os espectadores para assinarem uma carta com o mesmo objectivo da de 2010: cravar o nome de Gisberta numa rua. Entregou-a no ano seguinte, em Março de 2020, mas a única resposta que o pedido obteve foi um e-mail automático a acusar a sua recepção.
Ao PÚBLICO, a Comissão de Toponímia confirmou que votou as propostas sobre a atribuição de um arruamento a Gisberta, mas as mesmas não foram aprovadas, porque a maioria dos votantes da comissão deu um parecer negativo. Em 2010, quando a primeira petição foi entregue, apenas o atual presidente da Câmara do Porto, Rui Moreira, e o escritor Hélder Pacheco votaram a favor da atribuição do arruamento.
A mediatização do caso culminou num debate sobre a transfobia em Portugal e, em 2021, catorze colectivos LGBTI+ do Porto anunciou querer imortalizar o seu legado. Unindo forças com a atriz Sara Barros Leitão, a Comissão da Organização da Marcha do Orgulho LGBT no Porto (COMOP) quis atribuir o nome de Gisberta a uma das ruas da cidade que a albergou durante mais de 20 anos. Foi lançada, em março de 2021, uma petição online para entregar à Comissão de Toponímia do Porto, que qualquer pessoa ou associação pode subscrever até aos inícios de julho desse mesmo ano.
Com uma nova composição da Comissão de Toponímia da Câmara Municipal do Porto, no seguimento do mandato decorrente das eleições autárquicas portuenses de 2021, o nome de Gisberta Salce Júnior passou a figurar na bolsa de nomes que podem ser atríbuídos a arruamentos no município. Esta decisão foi tomada a 17 de março de 2022, na primeira reunião da nova comissão, com 7 votos a favor e 6 contra.

"Entendo que o Porto é uma cidade solidária, das tripas, que sempre soube sofrer por valores liberais. Caracteriza-se mais por esses braços abertos do que pela intolerância e era importante demarcar-se do que aconteceu a Gisberta. É simbólico."— Joel Cleto, historiador e novo elemento da Comissão de Toponímia
Em outubro de 2023, o nome de Gisberta Salce Júnior, que já constava da bolsa de nomes para atribuição a ruas do Porto, foi aprovado pela Comissão Municipal de Toponímia como topónimo de um arruamento da freguesia de Bonfim, no Porto, aguardando-se apenas a divulgação do arruamento em causa e da data para o descerramento da placa toponímica. A atribuição do nome da mulher a uma rua do Porto levou à controvérsia desde a iniciativa ao modo como foi realizada.
Em janeiro de 2024, em reunião da Câmara Municipal do Porto, foi aprovada por unanimidade a atribuição do topónimo Rua Gisberta Salce Júnior a um arruamento na zona das Eirinhas, freguesia do Bonfim.

#### Discussões sobre o agnome "Júnior"
A utilização do agnome "Júnior" na representação de Gisberta Salce tem sido motivo de debate e críticas, revelando uma série de questões complexas relacionadas à identidade, representação e colonialidade. O agnome "Júnior", que frequentemente denota uma conexão patriarcal e transferência de poder entre pais e filhos, vem sendo explorado nesse contexto, gerando discussões sobre sua relevância e implicações.
Hilda de Paulo, em suas críticas, destaca o aspecto "ciscolonial" presente na homenagem. Ela aponta para a maneira como a escolha do agnome "Júnior" pode refletir uma perspectiva centrada na cisgeneridade e ressaltar uma hierarquia que não considera a complexidade das identidades transgêneras. A visibilidade dada à cisgeneridade em detrimento de outras narrativas trans é um ponto de preocupação destacado por Hilda de Paulo.
Letícia Franco, por sua vez, aborda a utilização do agnome "Júnior" em Portugal. Ela observa que o uso de "Júnior" está condicionado à semelhança do nome do pai e destaca a mudança na legislação que permitiu essa prática. No Brasil, o termo "agnome" é utilizado para diferenciar parentes com nomes idênticos, mas a sua legalidade não está definida por lei. A complexidade da nomenclatura e suas implicações culturais são componentes cruciais dessa discussão.
Longe de querer defender o binarismo da não utilização do agnome “Júnior” como regra geral para todas travestis e mulheres trans, Hilda de Paulo enfatiza que sua reflexão é direcionada especificamente para o caso da proposição estética que leva o nome de Gisberta. Ela ressalta que a validade de sua perspectiva está vinculada a esse contexto específico. Hilda de Paulo destaca que algumas travestis usam o agnome "Júnior" de maneira consciente, como uma forma de subverter a lógica patriarcal através da subversão queer. Portanto, não se deve generalizar a não utilização do agnome "Júnior" para todas as travestis e mulheres trans, uma vez que as identidades de género são diversas e complexas.
Sara Barros Leitão, uma atriz cis, expressou a intenção de alterar sua proposta caso informações contraditórias em relação ao uso do agnome "Júnior" por Gisberta surjam: “se nos chegar a informação que contradiga todas estas pessoas e os seus testemunhos e que demonstre que, de fato, o nome mais justo a pôr era sem o ‘Júnior’, alteraremos de imediato esta proposta. Não pretendemos fazer nenhum braço de ferro com esta questão”.
Além disso, é importante considerar os depoimentos de familiares próximos de Gisberta Salce. Segundo Leonor Salce, cunhada de Gisberta, após um período em que Gisberta estava vivendo no Porto, ela passou a assinar seu nome no feminino. Essa informação é apresentada na curta-metragem "A Gis", dirigida por Thiago Carvalhaes em 2016. Adicionalmente, na mesma produção, Domingues Salce, irmão de Gisberta e casado com Leonor, afirma desconhecer qualquer assinatura dela no formato masculino. Esses depoimentos fornecem questões importantes sobre a autodeterminação de Gisberta em relação à sua identidade de género.
Filipe Gaspar, da Marcha do Orgulho do Porto, na matéria jornalística “Gisberta, a transgênero brasileira que pode virar nome de rua em Portugal”, escrita por Adriana Negreiros e publicada no dia 21 de maio de 2021, no Tab Uol, destaca a perspectiva da autodeterminação. Ele menciona que pessoas próximas a Gisberta informam que ela se apresentava como Gisberta Salce Júnior. No entanto, Filipe Gaspar também reconhece que há uma questão ideológica a ser discutida nesse contexto. Esse reconhecimento enfatiza a importância de considerar tanto a autodeterminação quanto os aspectos ideológicos envolvidos na escolha do agnome "Júnior".
A inclusão desses depoimentos e perspectivas reforça ainda mais a complexidade da discussão em torno do uso do agnome "Júnior" e sua relação com a identidade de Gisberta Salce. Tais depoimentos sublinham a importância de considerar múltiplas perspectivas ao abordar questões que envolvem representação, identidade e reconhecimento.